# Mercedes Benz (brano musicale)

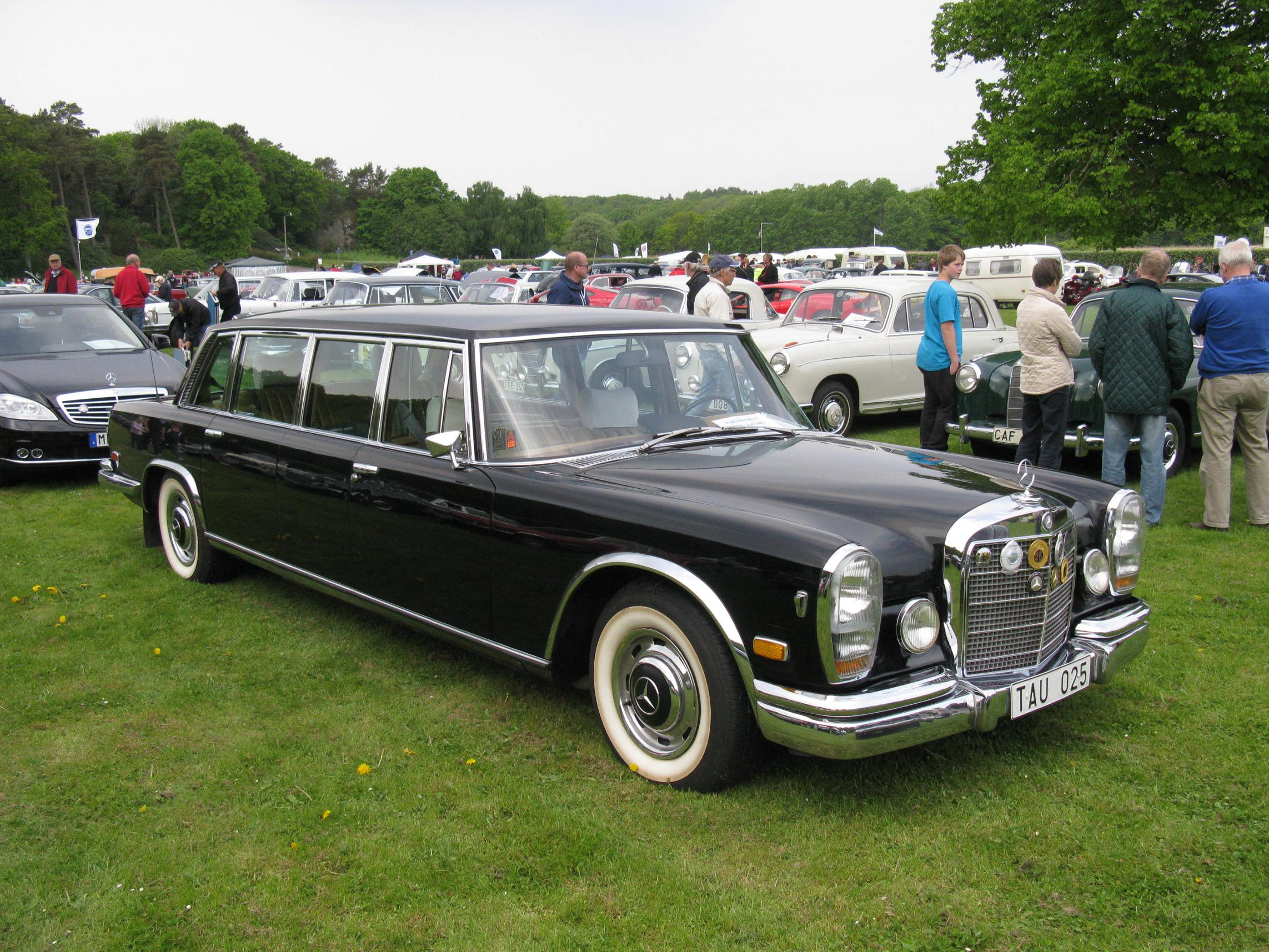
Una Mercedes-Benz

Mercedes Benz è un brano musicale scritto da Janis Joplin,  Michael McClure e Bob Neuwirth ed eseguito a cappella dalla cantante statunitense e pubblicato nell'album del 1971 Pearl. È stata l'ultima canzone registrata dall'artista, che da lì a pochi giorni morirà per overdose.

## Storia e contenuto del testo
Il giovedi 1 ottobre 1970, presso lo studio di registrazione Sunset Sound Recorders di Los Angeles. Janis Joplin chiede al produttore Paul Rothchild di registrare una canzone che vorrebbe cantare. La band di supporto Full Tilt Boogie è pronta per l'azione, ma il loro supporto non sarà necessario. Joplin si avvicina al microfono e, con tono ironico, fa una breve dichiarazione: Vorrei fare una canzone di grande importanza sociale e politica, che fa così, e comincia a cantare, con la sua voce immensa piena di sentimento "Oh Signore, perché non mi compri una Mercedes-Benz? / Tutti i miei amici hanno le Porsche, devo rimediare ... ".
"Mercedes Benz" è un blues monodico che parla della felicità illusoria promessa (ma raramente ottenuta) dal perseguimento di beni terreni, è un rifiuto degli ideali consumistici, in perfetta sintonia con l'utopia della cultura Hippy. 
Janis aveva cominciato a trovare le parole del brano, mentre si trovava a New York per una tournée. Nel corso di una partita a biliardo con gli amici Rip Torn ed Emmett Grogan, i due avevano cominciato a canticchiare, storpiandone il testo, una canzone del poeta della Beat Generation Michael McClure. Per lo più quello che ricordavano era il primo verso: Come on, God, and buy me a Mercedes Benz. A Joplin piacque molto ed iniziò a cantarla anche lei.
Una volta tornati in California, Joplin e l'amico Bob Neuwirth avevano preso il frammento della poesia di McClure e ne ricavarono una canzone completa. Joplin telefonò a McClure a casa sua a San Francisco, e gli disse: «Volevo dirti che canto una canzone che ha dentro un tuo verso e che un po' ci assomiglia». McClure se la fece cantare al telefono e poi disse «Preferisco la mia canzone». Janis chiese «Ti dispiace se tengo quel verso?» «No, fai pure» fu la risposta. 

## Cover
- 1971 - Elton John canta la canzone durante il suo tour americano
- fine anni 1970 - I Dave Clark Five realizza una cover della canzone, che rimase inedita fino al 2010
- 1972 - I Goose Creek Symphony realizza una cover che diverrà la loro migliore incisione
- 1980 - Il cantautore tedesco Klaus Lage realizza una versione in lingua tedesca
- 1990 - L'artista americano Taj Mahal inserisce una cover della canzone nel suo album Blue Light Boogie
- 1992 - La popstar franco-canadese Mitsou realizza una versione dance-pop della canzone nel suo EP Heading West
- 1994 - Bob Rivers realizza una parodia intitolata Honda Accord
- 1997 - La cantante italiana dance-pop Ivana Spagna include la cover come traccia fantasma del suo album Indivisibili
- 1998 -  il chitarrista della band statunitense Guns N' Roses, Gilby Clarke, include una cover nel suo album Rubber
- 2006- Loredana Bertè incide un brano dallo stesso titolo ma che in comune con l'originale ha giusto qualche citazione nel testo ma non le tematiche, né la musica.

## Riferimenti
- Il verso Dialing For Dollars is trying to find me si riferisce ad un format utilizzato fino agli anni '80 da molte radio e tv locali statunitensi, specialmente in orario mattutino. Il presentatore annunciava una parola "segreta" e successivamente componeva un numero telefonico a caso. Se chi rispondeva stava seguendo il programma e riferiva correttamente la parola, riceveva in premio una somma di denaro.
- Vi è una piccola incongruenza tra il marchio dell'automobile e la canzone: la prima ha il trattino tra le due parole, la seconda no. Ciononostante la Mercedes nel 1990 ne ha comprato i diritti per utilizzarla in numerosi spot.